# Песни Билитис
«Песни Билитис» (фр. Les Chansons de Bilitis) — французский сборник эротической поэзии, якобы античной, изданный в Париже в 1894 году. В действительности — литературная мистификация французского поэта Пьера Луиса.
Книга чувственных стихов написана в манере Сапфо, во введении утверждается, что они были найдены на стенах гробницы на Кипре, написаны гречанкой Билитис, куртизанкой и современницей Сапфо. Её жизнеописанию Пьер Луи посвящает небольшой раздел книги. Публикация ввела в заблуждение даже профессионалов. Благодаря высоким художественным достоинствам книга Луи оставила заметный след во французской поэзии.

## Литературная история

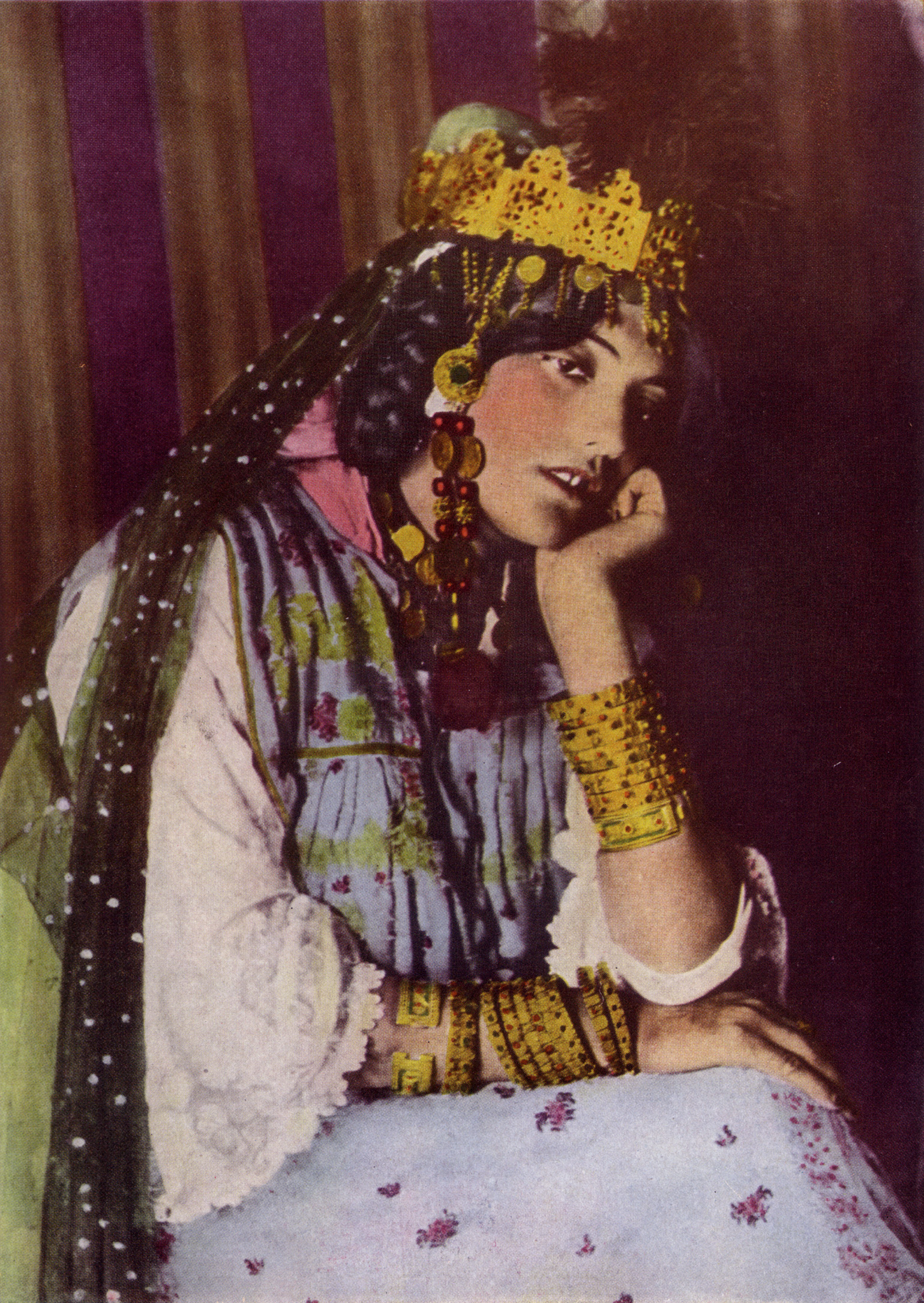
Танцовщица из Бискры.

Луи утверждал, что 143 стихотворения в прозе, исключая 3 эпитафии, являются сочинениями античной поэтессы, в которых она сохранила свои интимные переживания и поступки, с невинного детства в Памфилии до болезни и одиночества в последующие годы. Хотя большая часть «Песен Билитис» — оригинальный труд Луи, некоторые стихотворения на самом деле — переработанные эпиграммы из «Палатинской антологии», также поэт заимствовал несколько стихотворных строк Сапфо. «Песни Билитис» написаны в нежном, изысканном и чувственном стиле Парнасской школы. Чтобы придать аутентичность подделке, Луи включил в оглавление названия нескольких стихотворений с пометой «непереведённое» (на самом деле и не написанных), он также умело сфабриковал целый раздел книги — «Жизнь Билитис», написанное им «по сведениям» вымышленного археолога Херра Г. Хайма, якобы открывшего могилу Билитис. Луи продемонстрировал большую эрудированность в древнегреческой литературе, однако его книга в конечном счёте была признана литературной фальшивкой. Это причинило ущерб литературной репутации сборника, однако её художественные достоинства и открытое, чувственное прославление лесбийской любви принесли ей историческую значимость и сенсационность.

## Форма и содержание

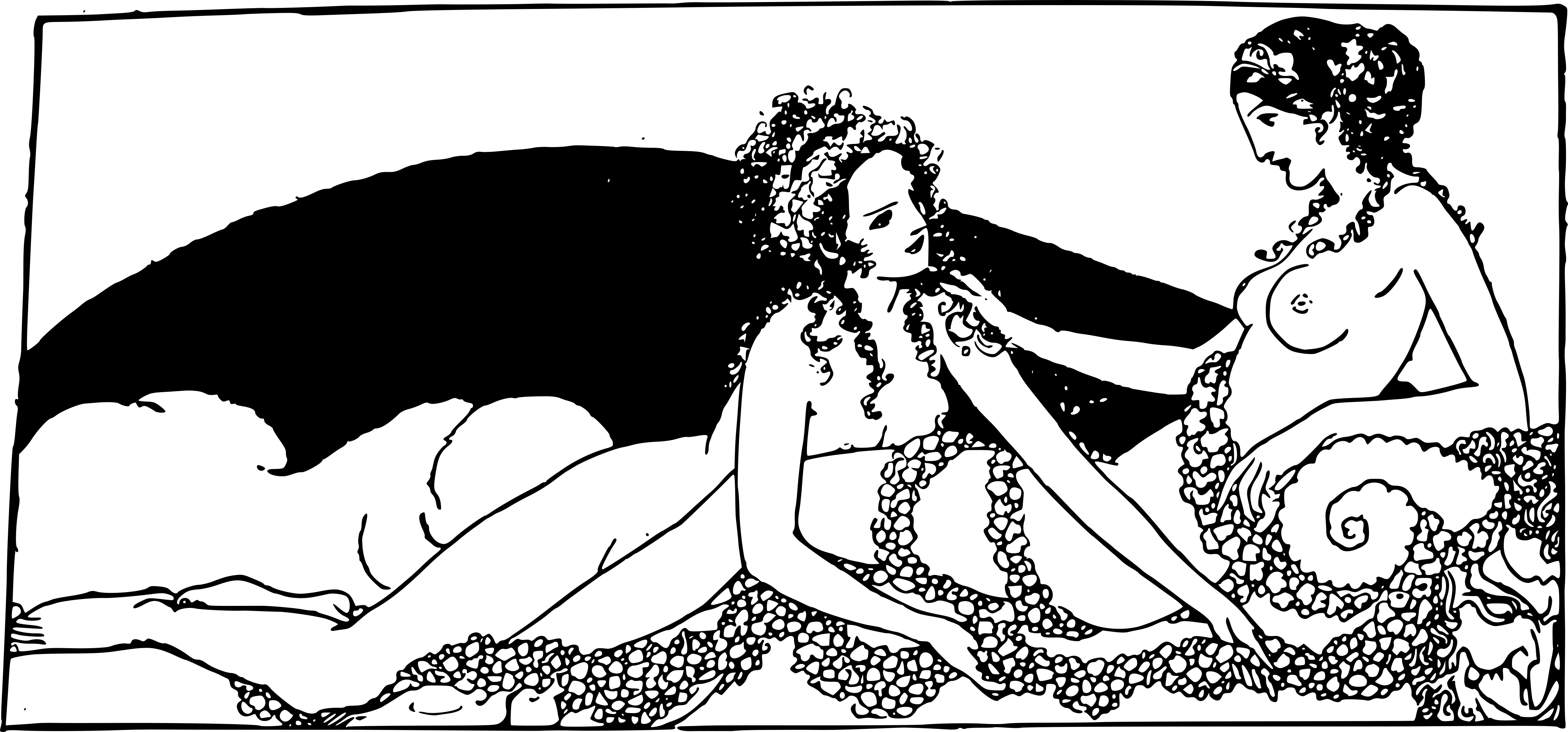
Билитис и Мнасидика, иллюстрация Вилли Погани (1926).

Книга снабжена подзаголовком «лирический роман» (roman lyrique) и посвящением «Эта книжка об античной любви с уважением посвящается девочкам будущего».
«Песни Билитис» поделены на три цикла, каждый из них соответствует жизненному этапу «поэтессы»: «Памфилийские буколики» — детство и первые сексуальные опыты, «Элегии к Митилене» — открытие гомосексуальной чувственности и «Эпиграммы на острове Кипр» — жизнь в качестве куртизанки. Одно из достижений Луи — совмещение физического и психического развития героини как женщины с изменением её взглядов на божественное и на мир вокруг неё: покинув Памфилию и Митилину, она оставляет таинственный мир, населённый сатирами и наядами. Эта перемена лучше всего отражена в образе символической смерти мифических существ в стихотворении «Могила наяд».

## Влияние
Как и некоторые стихи Сапфо, стихи «Билитис» посвящены однополой любви. «Песни Билитис» стали культовой книгой англоязычной лесбийской субкультуры. В 1955-м в Сан-Франциско основана одна из первых лесбийских организаций под названием «Дочери Билитис» (Daughters of Bilitis).
В 1897 Клод Дебюсси, близкий друг Луи, сочинил музыку к трём стихотворениям Билитис: «Флейта Пана», «Волосы», «Могила наяд».
Русский перевод «Песен Билитис» был опубликован в 1907 г. Александром Кондратьевым. Как считается, опыт Луиса оказал влияние на Михаила Кузмина при выборе жанра «Александрийских песен». Новый русский перевод сделан в 1980-е гг. Юлией Покровской.
В 1977 был выпущен французский фильм «Bilitis» режиссёра Дэвида Гамильтона. Он не связан сюжетно с произведением Пьера Луи, а рассказывает о современной девушке и её сексуальном пробуждении.